# Ужусаляй

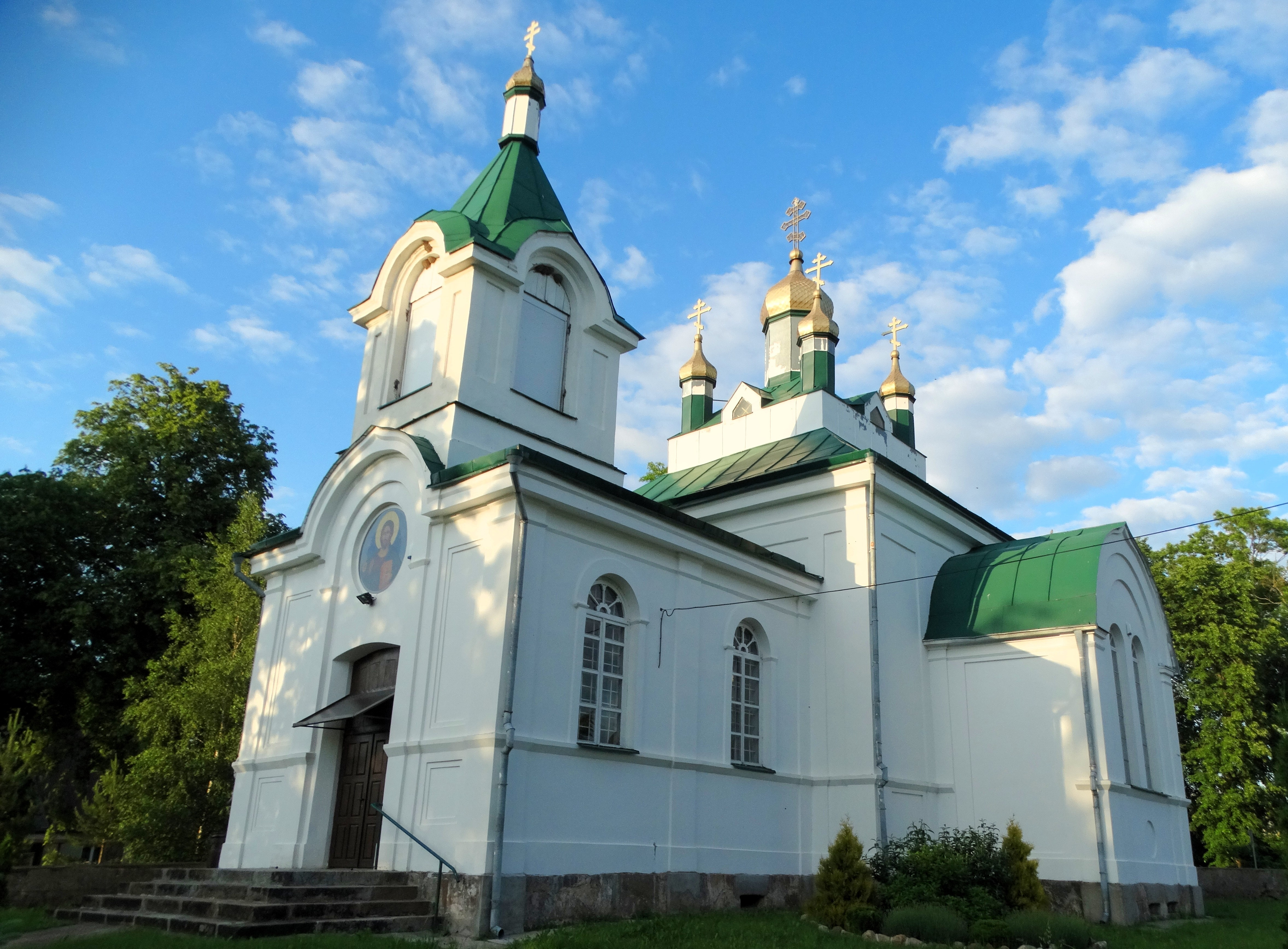
Церковь св. Александра Невского

Ужусаляй — деревня в Ионавском районе Каунасского уезда в центральной Литве.

## География
Деревня находится в 11 км на юго-запад от районного центра Ионавы. Через Ужусаляй протекает река Шешупе и её приток Праварта. Имеется пруд, площадью 28 Га. Через село проходит железная дорога Каунас-Ионава.

## История
Первое упоминание относится к 1744 году. В 1863 году восставшими в имении Ужусаляй был издан манифест для крестьян, проживавших в деревне. В окрестностях происходили столкновения с воинскими частями Российской империи. После подавления восстания имение в Ужусаляй было конфисковано, а в деревню прибыли русские. Некоторое время деревня даже носила русское название Александровская слобода. В 1867 году в деревне была основана государственная начальная школа. 12 сентября 1941 года нацисты и литовские коллаборационисты из 2-о батальона шуцманшафта согнали 48 местных русских к церковному кладбищу и расстреляли за поддержку советского подпольного движения. Во время советской власти населённый пункт был центром района. С 1990 года функционирует Ужусаляйское староство. В 2012 году утверждён герб Ужусаляя.

## Население
В 1923 г. проживало 488 жителей, в 1959 г. - 329, в 1970 г. - 428, в 1979 г. - 545, в 1989 г. - 712, в 2001 г. - 844, в 2011 г. - 584, а в 2021 - 615.

## Социальная инфраструктура
В деревне находится православная церковь св. Александра Невского (построена в 1886 г.), завод по обработке древесины компании Wood Master, почта, медпункт, школа, дом культуры, библиотека.

## Внешние ссылки
Ужусаляй в Викимапии